# Никонів Наум Архипович
Наум Архипович Никонів (1 грудня 1873, с. Варварівка, Костянтиноградського повіту, Полтавської губернії — † 7 листопада 1925, м. Каліш, Польща) — генерал-хорунжий Армії УНР.

## Життєпис

### Військова освіта та служба в російській армії
Походив з селян. Закінчив Полтавську духовну семінарію.
15 серпня 1891 був покликаний на військову службу до 36-го піхотного Орловського полку (Кременчук). 21 липня 1893 р. отримав звання унтер-офіцера. 1 вересня 1893 р. був зарахований на навчання до Чугуївського піхотного юнкерського училища. 4 серпня 1895 р. — закінчив училище за 2-м розрядом, служив підпрапорщиком у 48-му піхотному Одеському полку.
3 вересня 1896 р., отримавши чин підпоручика, перейшов до 33-го піхотного Єлецького полку (Полтава). 30 листопада 1906—19 жовтня 1907 р. був приділений до штабу Київського військового округу. Згодом повернувся у Єлецький полк.
3 початком Першої світової війни вирушив на фронт командиром батальйону 36-го піхотного Орловського полку. З 19 червня 1914 полковник. З січня 1915 командир Звідного полку 9-ї піхотної дивізії X армійського корпусу. Мав поранення та контузію. З січня 1916 командир 673-го піхотного Прилуцького полку. За Першу світову війну нагороджений всіма орденами до Святого Володимира III ступеня з мечами та биндою та Георгіївською зброєю (20 листопада 1915, за бій 7 жовтня-24 жовтня 1914).

### Перші Визвольні Змагання
Восени 1917 перевівся до 1-го Українського (34-го армійського) корпусу, очолив 415-й піхотний Бахмутський (3-й Український Козацький) полк 1-ї Української Козацької дивізії військ Центральної Ради. Згодом командир бригади цієї дивізії.
З 6 січня 1918 начальник 1-ї Української дивізії військ Центральної Ради, згодом Армії УНР та Армії Української Держави. З 8 червня 1918 командир бригади та помічник начальника 2-ї пішої дивізії Армії Української Держави (колишньої 1-ї Української 1-го Українського корпусу). З 30 грудня 1918 начальник 1-ї пішої дивізії (згодом 1-ї Волинської) Дієвої армії УНР.
З 20 травня 1919 помічник командувача Волинської групи Дієвої армії УНР. З 2 жовтня 1919 начальник 4-ї Сірожупанної дивізії Дієвої армії УНР. З 31 жовтня 1919 помічник начальника Збірної Волинської дивізії Дієвої армії УНР. Учасник Першого Зимового походу.
У лютому—квітні 1920 р. через хворобу О. Загродського, начальника Збірної Волинської дивізії, виконував його обов'язки.
З 27 вересня 1920 командувач Запасних військ УНР.
5 жовтня 1920 р. отримав ранг генерал-хорунжого.
З 27 листопада 1921 у розпорядженні військового міністра УНР.
Помер у Каліші у станиці вояків-українців, похований на українському військовому цвинтарі у Щипйорно.